# Хо-Санг, Джош
Джошуа Хо-Санг (англ. Josh Ho-Sang; род. 22 января 1996, Торонто) — канадский хоккеист, нападающий. Был выбран «Нью-Йорк Айлендерс» в первом раунде под общим 28-м номером на драфте НХЛ 2014 года.
В июне 2014 года газета Toronto Sun описала его как «уникального хоккеиста огромного таланта, оказавшегося на острове дискурса». Он сказал о себе: «Я более эмоционален, чем большинство людей. Это представляет проблему для хоккейного мира. Многие игроки обучены сдерживать свои эмоции… Я люблю болтаться. Я люблю проигрывать. играть в нападении. Я люблю праздновать, когда забиваю».

## Ранняя и личная жизнь
Хо-Санг родился в Торонто, Онтарио. Имеет китайское, чернокожее ямайское, русско-еврейское и шведское происхождение. Он вырос в районе Торнхилл регионального муниципалитета Йорка, в пригороде Торонто. Он сказал, что «всегда праздновал еврейские праздники, такие как Ханука и Великие праздники, с семьей и друзьями», а также Рождество и Пасху. Когда ему было 17 лет, автор «Торонто Сан» Стив Симмонс предсказал, что он «может быть лучше всех» предыдущих хоккеистов-евреев (среди которых были нынешний центровой еврей НХЛ Майкл Каммаллери, правый вингер Майк Браун, левый вингер Эрик Нистром и центровой Джефф Халперн).
Его отец, Уэйн, чернокожий профессиональный теннисист с Ямайки из Кингстона, чей дедушка — китаец из Гонконга; он также был участником регги-группы Fujahtive. Его мать, бизнес-аналитик, Эрика, еврейка, родилась в Сантьяго, Чили, в семье русских и шведов. Его отец иммигрировал в Канаду с Ямайки в возрасте 10 лет, а мать иммигрировала в Канаду из Чили в возрасте 12 лет.
Его брат Холе на пять лет моложе его. В ноябре 2014 года, когда ему было 13 лет, Холе был членом команды Онтарио по американскому футболу и должен был играть за Канаду в Snooper Bowl 2015 года, международном футбольном соревновании Pop Warner Football. Имея черный пояс первой степени по тхэквондо, он занял второе место в своей категории на национальных чемпионатах в 2014 году и был включен в сборную Онтарио и сборную Канады.

## Карьера
На юниорском уровне играл за команду «Уинсор Спитфайрз», по итогам сезона 2012/13 он занял шестое место среди новичков лиги. На драфте НХЛ 2014 года был выбран в 1-м раунде под общим 28-м номером клубом «Нью-Йорк Айлендерс». 20 октября 2014 года подписал с командой трёхлетний контракт новичка.
Играл в НХЛ за «Нью-Йорк Айлендерс», при этом также играл за фарм-клуб «Бриджпорт Айлендерс». Покинув Северную Америку уехал в Швецию, где играл за две команды. Вернувшись в Канаду играл за «Торонто Марлис».
13 июля 2022 года подписал однолетний контракт с клубом КХЛ уфимским «Салават Юлаевым». Получил травму в первом матче. Сыграл 5 матчей, набрав 1 очко (0+1) в КХЛ.
Завершил карьеру хоккеиста в 2024 году из-за полученной травмы.
Возобновил карьеру через некоторое время подписав контракт с "Эверблейдс" из ECHL.